# Gaurax glaber
Gaurax glaber är en tvåvingeart som beskrevs av Becker 1911. Gaurax glaber ingår i släktet Gaurax och familjen fritflugor. Inga underarter finns listade i Catalogue of Life.